# トラソ
トラソ（Trazo）は、スペイン、ガリシア州、ア・コルーニャ県の自治体、コマルカ・デ・オルデスに属する。ガリシア統計局によると、2010年の人口は3,496人（2009年：3,498人、2006年:3,557人、2005年:3,617人、2004年:3,652人、2003年:3,728人）。
ガリシア語話者の自治体住民に占める割合は99.18％（2001年）。 

## 地理
トラソはア・コルーニャ県の中部に位置し、コマルカ・デ・オルデスに属している。北はトルドイアと、南はサンティアゴ・デ・コンポステーラと、東はオローソと、西はバル・ド・ドゥブラの各自治体と隣接している。
地形は波打つ台地状で、タンブレ川が流れている南方に向けて緩やかに傾斜している。自治体内の最高地点は北部のペドラス・ネグラス山（462m）とベルディエイラス山（507m）。自治体内には多くの小川が流れ、それらが谷を形作っており、その景観がトラソの地形の特徴となっている。
トラソはオルデス司法管轄区に属す

### 人口
| トラソの人口推移 1900－2010                             |
|                                                         |
| 出典:INE（スペイン国立統計局）1900年 - 1991年、1996年 - |

## 歴史
現在の自治体トラソの領域はモンタオス裁判管轄区域に属していた。この裁判管轄区域は、少なくとも12世紀以降存在していたことが、アフォンソ7世によるサンティアゴ・デ・コンポステーラ大司教区への寄進の日付けが1124年5月31日と記録されていることから、確認されている。それによると、ポンテ・シグエイロから、シャーロ山までを境に、つまりすべてのトラソの教区が含まれている。

## 政治
自治体首長はガリシア国民党（PPdeG）のホセ・ダフォンテ・バレーラ（José Dafonte Varela）で、自治体評議員はガリシア国民党：8、ガリシア社会党（PSdeG-PSOE）:3となっている（2011年5月22日の自治体選挙結果、得票順）。
| 1999年6月13日自治体選挙 |        |        |          |
| 政党                    | 得票数 | 得票率 | 獲得議席 |
| PPdeG                   | 1,329  | 52.49% | 6        |
| IXTRAZO                 | 487    | 19.23% | 2        |
| BNG                     | 411    | 16.23% | 2        |
| PSdeG-PSOE              | 286    | 11.30% | 1        |

| 2003年5月25日自治体選挙 |        |        |          |
| 政党                    | 得票数 | 得票率 | 獲得議席 |
| PPdeG                   | 1,448  | 55.39% | 7        |
| PSdeG-PSOE              | 441    | 16.87% | 2        |
| CDI                     | 281    | 10.75% | 1        |
| IXTRAZO                 | 235    | 8.99%  | 1        |
| BNG                     | 180    | 6.89%  | 0        |

| 2007年5月27日自治体選挙 |        |        |          |
| 政党                    | 得票数 | 得票率 | 獲得議席 |
| PPdeG                   | 1,623  | 59.74% | 7        |
| PSdeG-PSOE              | 827    | 30.44% | 4        |
| TEGA                    | 137    | 5.04%  | 0        |
| BNG                     | 110    | 4.05%  | 0        |

| 2011年5月22日自治体選挙 |        |        |          |
| 政党                    | 得票数 | 得票率 | 獲得議席 |
| PPdeG                   | 1,713  | 66.86% | 8        |
| PSdeG-PSOE              | 729    | 28.45% | 3        |
| BNG                     | 91     | 3.55%  | 0        |

## 教区
トラソは11の教区に分けられている。
- ベンサ（サン・ペドロ）
- ベレーオ（サン・マメーデ）
- カンポ（サン・ショアン）
- カステーロ（サンタ・マリーア）
- チャイアン（サンタ・マリーア）
- モンソ（サン・マルティーニョ）
- モルラン（サンタ・マリーア）
- レスタンデ（サンタ・マリーア）
- トラソ（サンタ・マリーア）
- ビロウチャーダ（サン・ビセンソ）
- シャベストレ（サン・クリストーボ）